# Blauwvleugelkookaburra
De blauwvleugelkookaburra of blauwvleugelijsvogel (Dacelo leachii), behoort tot de familie van ijsvogels (Alcedinidae). De vogel komt voor in Australië en Nieuw-Guinea en is minder opvallend qua gedrag dan de gewone kookaburra. Deze vogel is genoemd naar de Britse zoöloog William Elford Leach.

## Beschrijving
De blauwvleugelkookaburra heeft een lengte van 40,5 tot 44 centimeter. De blauwvleugelkookaburra heeft evenals de kookaburra een lange, forse snavel. Het verschil met de gewone kookaburra is de tekening op de kop, met horizontale strepen op de kruin en boven het oog. De iris is wit en de stuit is lichtblauw. Op de bruine vleugel zitten opvallend blauw gekleurde dekveren. Bij het mannetje is de staart donkerblauw, bij het vrouwtje is de staart roodbruin met een donkere bandering (zoals ook bij de gewone kookaburra).

## Verspreiding en leefgebied
De blauwvleugelkookaburra komt voor in een brede strook in het noorden van Australië, van het noordwesten van West-Australië tot in het noorden van Queensland. Verder in het zuiden van Nieuw-Guinea van Mimika (provincie Papoea in Indonesië) tot het savannegebied rond Port Moresby in Papoea-Nieuw-Guinea. Het leefgebied bestaat uit tropisch- en subtropisch bos, savanne en veel minder in agrarisch gebied. De vogel lijkt qua gedrag op de gewone kookaburra, maar is schuwer, houdt zich schuil in het gebladerte en komt niet voor nabij menselijke bebouwing.
De soort telt vijf ondersoorten:

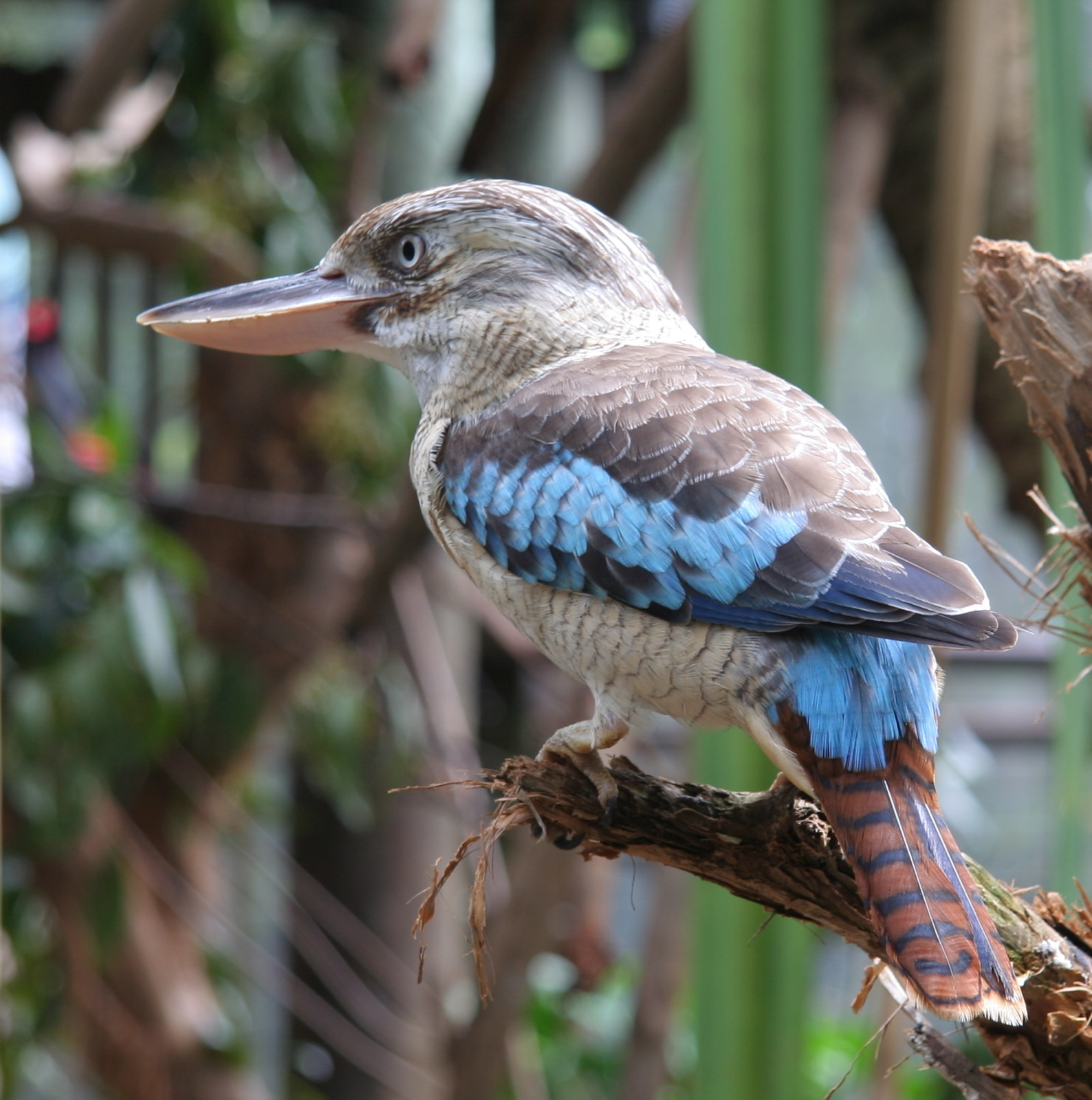
Vrouwtje blauwvleugelkookaburra

- D. l. superflua: zuidwestelijk Nieuw-Guinea.
- D. l. intermedia: het zuidelijke deel van Centraal-en zuidoostelijk Nieuw-Guinea.
- D. l. cervina: Melville-eiland.
- D. l. occidentalis: het westelijke deel van Centraal-Australië.
- D. l. leachii: Australië behalve westelijk-centraal.

## Status
De vogel is, zeker in het centrum van het verspreidingsgebied redelijk algemeen en er is geen aanleiding te veronderstellen dat de soort in aantal achteruit gaat. Om deze redenen staat deze soort kookaburra als niet bedreigd op de Rode Lijst van de IUCN.